# Condado de Casa Dávalos
El condado de Casa Dávalos, con grandeza de España, es un título nobiliario español, creado la primera vez el 2 de agosto de 1744 por el rey Felipe V de España, y otorgado por real cédula, a Juan Dávalos y Ribera, vecino de Lima, descendiente de Nicolás de Ribera, conquistador del Perú y primer alcalde ordinario de Lima.
Segunda concesión por real despacho, con el previo vizcondado de Bujama, de 14 de julio de 1763, expedido por el rey Carlos III de España, a favor de Manuel Gallegos y Dávalos, II conde de Casa Dávalos.
 Otorgamiento de grandeza de España, a unir al condado de Casa Dávalos, concedida el 18 de abril de 2005 por el rey Juan Carlos I de España a favor de Martín de Riquer y Morera, VIII conde de Casa Dávalos.

## Carta de Otorgamiento
Texto expositivo y dispositivo del real decreto de la grandeza de España a unir al título: 

«Queriendo dar una muestra de Mi Real aprecio a la persona de don Martín de Riquer y Morera, Conde de Casa Dávalos,
Vengo en otorgarle la dignidad de Grande de España para unir al título de Conde de Casa Dávalos, para sí y sus sucesores, de acuerdo con la legislación nobiliaria española.
Dado en Madrid, el 18 de abril de 2005.».

## Armas

### Armas (Dávalos y Ribera)
Escudo cuartelado: 1.º, en campo de oro, tres fajas de sinople [Ribera]; 2.º, en campo de azur, un castillo de oro, mazonado y aclarado de sable, y bordura componada, de gules y oro, de veinticuatro piezas [Dávalos]; 3.º, en campo de azur, un castillo de plata, mazonado y aclarado de sable; 4.º, en campo de plata, una cruz flordelisada de azur y vacía, y bordura dentellada de azur [Solier].

### Armas (Riquer)
Escudo cuartelado: 1.º, en campo de oro, cuatro fajas de azur [Gallegos]; 2.º, cuartelado: 1.º, en campo de oro, tres fajas de sinople [Ribera]; 2.º, en campo de azur, un castillo de oro, mazonado de sable y bordura componada, de oro y gules [Dávalos]; 3.º, en campo de azur, un castillo de oro; 4.º, en campo de plata, una cruz floreteada, de azur, vaciada del campo, y bordura dentellada de azur [Solier]; 3.º, cuartelado: 1.º y 4.º, en campo de oro, dos zapatas de azur uno sobre otro [Sabater]; 2.º y 3.º, en campo de sable, tres fajas curvas hacia abajo de oro [Malacara]; 4.º, en campo de oro, cuatro palos de gules [Sanz de Latrás]; el cuartelado, entado en punta, de azur con tres pirámides de oro, puestos 1.º y 2.º [Agullana]; Sobre el todo: escudo cortado y medio partido: 1.º, en campo de oro, un águila de gules, picada y membrada de sable, y bordura componada, de gules y oro, en dieciséis compones [Riquer]: 2.º, en campo de azur, tres ondas de agua de plata en punta, y muela de gules brochante sobre el todo; bordura componada de plata y azur [Remolins]; 3.º, en campo de oro, un león rampante de gules, empuñando una cruz del mismo [Pardina].

## Condes de Casa Dávalos
|                                     | Titular                                          | Periodo               | Acceso                                                                                   | Casa                  |
| Creación por Felipe V               | Creación por Felipe V                            | Creación por Felipe V | Creación por Felipe V                                                                    | Creación por Felipe V |
| ----------------------------------- | ------------------------------------------------ | --------------------- | ---------------------------------------------------------------------------------------- | --------------------- |
| I                                   | Juan Dávalos y Ribera                            | 1744-1760             | Otorgamiento del rey                                                                     | Casa de Ribera        |
| Concesión por Carlos III            |                                                  |                       |                                                                                          |                       |
| II                                  | Manuel Fausto Gallegos y Dávalos                 | 1763-1776             | Otorgamiento del rey                                                                     | Gallegos              |
| III                                 | José Vicente Gallegos-Dávalos y del Castillo     | 1776-                 | Sucesión por fallecimiento del titular                                                   | Gallegos              |
| IV                                  | Josefa Gallegos-Dávalos y del Castillo           | -1817                 | Sucesión por fallecimiento del titular                                                   | Gallegos              |
| V                                   | María del Carmen Gallegos-Dávalos y del Castillo | 1817-1844             | Sucesión por fallecimiento del titular                                                   | Gallegos              |
| VI                                  | Martín de Riquer y de Comellas                   | 1844-1888             | Sucesión por fallecimiento del titular                                                   | de Riquer             |
| VII                                 | Alexandre de Riquer e Ynglada                    | 1888-1920             | Sucesión por fallecimiento del titular                                                   | de Riquer             |
| Rehabilitación por Francisco Franco |                                                  |                       |                                                                                          |                       |
| VIII                                | Martín de Riquer y Morera                        | 1956-2013             | Rehabilitación por caducidad Otorgamiento del rey de grandeza de España a unir al título | de Riquer             |
| IX                                  | Isabel Clara de Riquer y Permanyer               | 2016-actual titular   | Sucesión por fallecimiento del titular                                                   | de Riquer             |

## Historia de los condes de Casa Dávalos

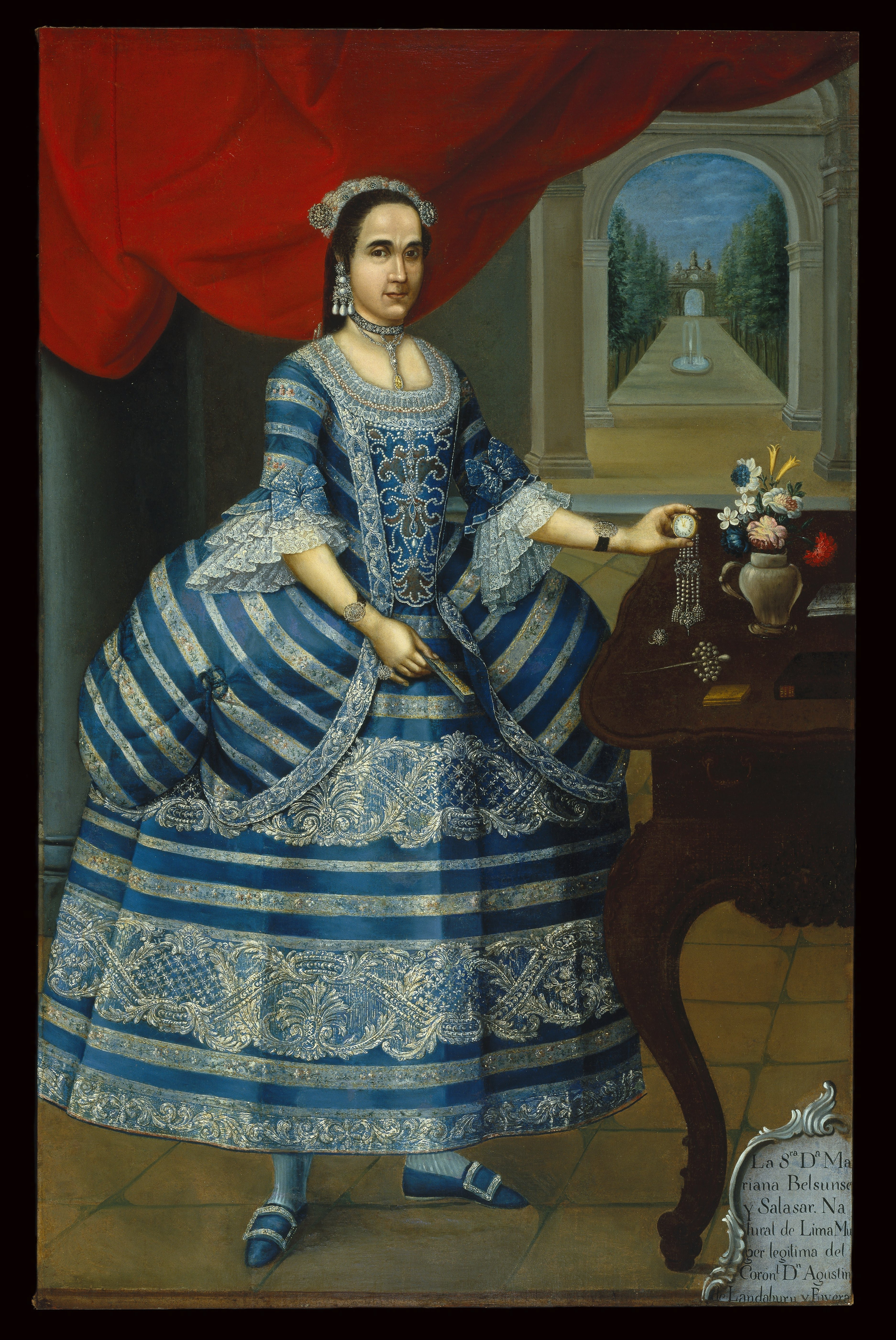
Mariana Belzunce, consorte del i conde.

Juan Dávalos de Ribera y Ribera, hermano del primer conde de Santa Ana de las Torres.
Casó con Francisca de Mendoza y Dávalos, sobrina.
Descendencia:
1. Juan Dávalos de Ribera, i conde de Casa Dávalos, que sigue la línea.
2. María Dávalos de Ribera y Mendoza.
Casó con Ignacio Gallegos y Pereira.
Descendencia:
1. Manuel Fausto Gallegos Dávalos, ii conde de Casa Dávalos, que seguirá la línea.
2. Diego Fausto Gallegos Dávalos.
3. María Gallegos Dávalos.
4. María Rosa Gallegos Dávalos.
• I conde de Casa Dávalos:
Juan Dávalos y Ribera y Valdés (1744-1760).
1. Casó.
Sin descendencia:
2. Casó con Mariana Belzunce y Salazar.
Sin descendencia.
• II conde de Casa Dávalos:
Manuel Fausto Gallegos y Dávalos, previo vizcondado de Bujama (1763-1776).
Casó con María de la Concepción del Castillo y Castañeda.
Descendencia:
1. José Vicente Dávalos y del Castillo, iii conde de Casa Dávalos, que sigue la línea.
2. Manuel Gallegos Dávalos y del Castillo.
3. Josefa Dávalos y del Castillo, iv condesa de Casa Dávalos, que seguirá la línea.
4. María del Carmen Dávalos y del Castillo, v condesa de Casa Dávalos, que seguirá la línea.
• III conde de Casa Dávalos:
José Vicente Gallegos y del Castillo, iii conde de Casa Dávalos.
Sin descendencia.
• IV conde de Casa Dávalos:
Josefa Gallegos Dávalos del Castillo, iv condesa de Casa Dávalos ( -1817).
Casó con Francisco de los Ríos y Salazar, marqués de Villahermosa.
Sin descendencia.
• V conde de Casa Dávalos:
María del Carmen Gallegos Dávalos del Castillo, v condesa de Casa Dávalos ( -1844).
Casó con Francisco de Borja de Riquer y Ros, v marqués de Benavent.
Descendencia:
1. Borja de Riquer y Gallegos.
1. Casó con Mariana Comelles y Sanromá.
Descendencia:
1.Martín de Riquer y Comelles, vi conde de Casa Dávalos, vi marqués de Benavent, que sigue la línea.
2. Casó con Pastora Valls y Crustòfol.
Descendencia:
2. Madrona de Riquer y Valls.
3. Xavier de Riquer y Valls.
4. Víctor de Riquer y Valls.
5. Esteban de Riquer y Valls.
6. José de Riquer y Valls.
7. Isidro de Riquer y Valls.
8. Antonia de Riquer y Valls.
2. María del Carmen de Riquer y Gallegos.
3. Ramón de Riquer y Gallegos.
4. Manuel de Riquer y Gallegos.
5. José de Riquer y Gallegos.
6. Fernando de Riquer y Gallegos.
7. Rosa de Riquer y Gallegos.
• VI conde de Casa Dávalos:
Martín de Riquer y Comelles, vi marqués de Benavent, vi conde de Casa Dávalos ( -1888).
Casó con Elisea Ynglada y Moragas.
Descendencia:
1. Francesc de Riquer e Ynglada.
2. Alexandre de Riquer e Ynglada, vii conde de Casa Dávalos, que sigue la línea.
3. José de Calasanz de Riquer e Ynglada.
4. Elena de Riquer e Ynglada.
5. Josefina de Riquer e Ynglada.
6. Antonia de Riquer e Ynglada.
• VII conde de Casa Dávalos:
Alexandre de Riquer e Ynglada, vii conde de Casa Dávalos ( -1920).
1. Casó con Dolores Palau González de Quijano.
Descendencia:
1. Emilio de Riquer y Palau.
Casó con María Morera y Camps.
Descendencia:
1. Martín de Riquer y Morera, viii conde de Casa Dávalos, que sigue la línea.
2. María de Riquer y Palau.
3. Elisea de Riquer y Palau.
4. Pedro de Riquer y Palau.
5. Alejandro de Riquer y Palau.
6. Emilia de Riquer y Palau.
7. Eliseo de Riquer y Palau.
8. José María de Riquer y Palau.
9. Ramón de Riquer y Palau.
2. Casó con Marguerite Laborde («Andrée Béarn»).
Descendencia:
10. Juan de Riquer y Laborde.
• VIII conde de Casa Dávalos:
Martín de Riquer y Morera, viii conde de Casa Dávalos (1956-2013), con grandeza de España (2005-2013).
Casó con Isabel Permanyer y Cintrón.
Descendencia:
1. Isabel Clara de Riquer y Permanyer (Barcelona, 24-11-1941).
2. Felipe de Riquer y Permanyer.
3. Elvira de Riquer y Permanyer (+ 5-6-2016).
4. Borja de Riquer y Permanyer (Barcelona, 1945).
5. Gabriela de Riquer y Permanyer.
6. Alejandra de Riquer y Permanyer.
• IX condesa de Casa Dávalos:
Isabel Clara de Riquer y Permanyer, ix condesa de Casa Dávalos con grandeza de España desde 2016. Con descendencia.